# Simon Leblanc
Pour les articles homonymes, voir Leblanc.
Simon Leblanc, né en 1987, est un humoriste québécois originaire de Sainte-Anne-des-Monts en Gaspésie.
Leblanc a reçu le prix « Découverte » du Gala Les Olivier en 2014, et partage le prix « Auteurs de l’année » du Gala Les Olivier en 2017 avec Olivier Thivierge pour le spectacle Tout court. Il a reçu le prix « Spectacle de l'année - Humour » pour le  spectacle Malade au 41e gala des prix Félix en 2019.
En 2022, Simon Leblanc part en tournée pour présenter son troisième spectacle en solo qui s’intitule Déjà.